# Havrup
Havrup (dansk) eller Haurup (tysk) er en landsby beliggende sydvest for Flensborg på gesten i Sydslesvig. Administrativt hører Havrup under Hanved Kommune i Slesvig-Flensborg kreds i den nordtyske delstat Slesvig-Holsten. Havrup var en selvstændig kommune indtil marts 1974, hvor Havrup sammen med Ellund, Gottrupelle, Hanved, Hyllerup og Timmersig blev sammenlagt i Hanved Kommune. I den danske periode indtil 1864 hørte landsbyen under Hanved Sogn (Vis Herred, Flensborg Amt).
Havrup er første gang nævnt 1472. Stednavnets første led er enten afledt af havre (oldnordisk hafr), af personanvnet Hage eller Hafri, som er afledt af havre. Med under Havrup hører udflytterstedet Håb (Hoffnung). Landsbyen er omgivet af Hyllerup i nord, Barderup i øst, Vanderup i syd og Store Vi i øst.
Gårdejer Christian Mahler, som var født i Havrup, var en af de markante personligheder i det danske mindretal i 1900-tallet.